# Tín hiệu tế bào

Tín hiệu tiếp xúc (juxtacrine) qua trung gian giữa các tế bào gần nhau.

Tín hiệu tế bào là thông tin giao tiếp giữa các cấu trúc trong một tế bào hoặc thông tin giữa tế bào với nhau hay với cấu trúc khác trong cơ thể, giúp các cấu trúc và tế bào liên lạc với nhau để có phản ứng thích hợp. Thuật ngữ này trong tiếng Anh là cell signaling, trong tiếng Pháp là  signalisation cellulaire.

## Tổng quan
- Thông tin trong tín hiệu tế bào có thể ví như "tin nhắn" hay "thông báo",... gọi chung là tín hiệu, thường ở dưới dạng một chất hoá học (tín hiệu hoá học), hoặc dạng điện sinh học (tín hiệu điện hoá học). Thông tin giao tiếp giữa các cấu trúc trong phạm vi một tế bào, được gọi là tín hiệu nội bào; thông tin giao tiếp giữa các tế bào trong một cơ thể, được gọi là tín hiệu ngoại bào.
- Trong cơ thể sống, mỗi tế bào đều được lập trình để đáp ứng với các phân tử tín hiệu  cụ thể, tín hiệu tế bào không thể thiếu trong bất kỳ quá trình trao đổi thông tin nào giữa các cấu trúc trong một tế bào, chi phối các hoạt động cơ bản của một hoặc nhiều tế bào cũng như điều hoà, phối hợp các hoạt độngg đa tế bào. Những lỗi xuất hiện trong quá trình truyền tín hiệu tế bào luôn dẫn đến rối loạn, hoặc có thể gây ra các bệnh như ung thư, tự miễn dịch, tiểu đường,...[3][4][5]
- Trong y học, nhờ hiểu rõ về tín hiệu tế bào, các bác sĩ có thể điều trị bệnh hiệu quả hơn, các nhà nghiên cứu có thể ngăn cản đào thải khi ghép mô hoặc phát triển mô nhân tạo.[6]
- Tín hiệu ngoại bào thường đòi hỏi các bước sau:

1. Tổng hợp và giải phóng phân tử tín hiệu nhờ tế bào tín hiệu (signaling cell);
2. Tín hiệu vận chuyển đến tế bào đích (target cell);
3. Tín hiệu liên kết với thụ thể đặc trưng, xảy ra hoạt động tương ứng;
4. Bắt đầu con đường truyền tín hiệu.

## Ví dụ

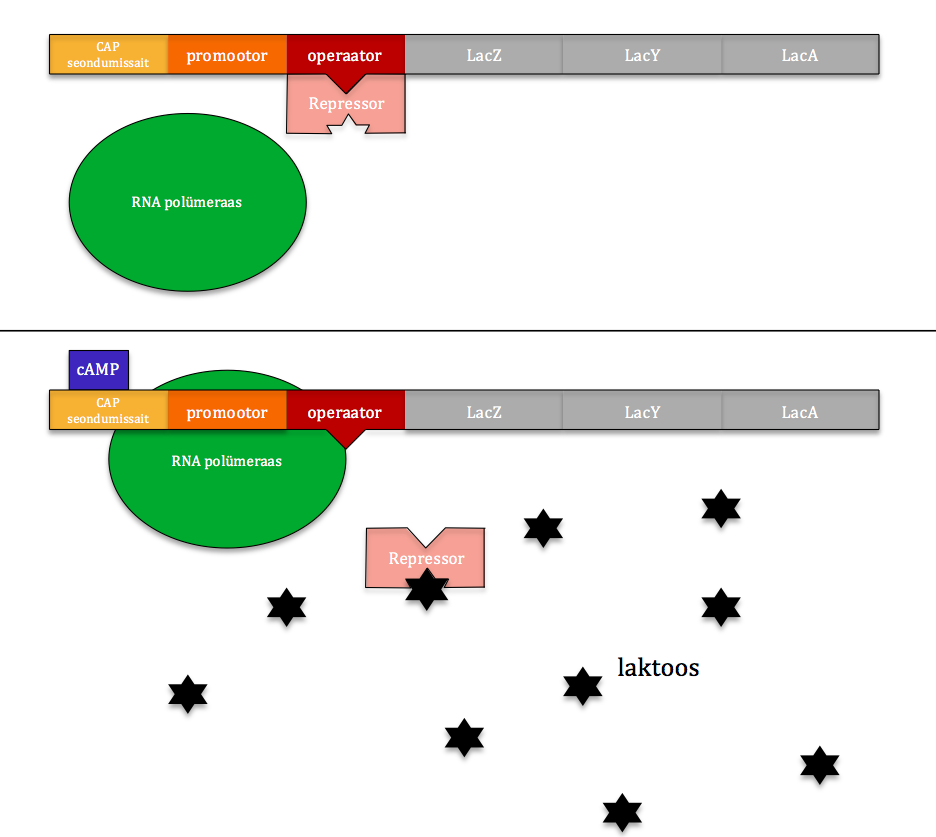
Hoạt động của operon lac là kết quả của xử lí tín hiệu. Trong sơ đồ, đường lăctô (hình sao màu đen) là chất cảm ứng gây phản ứng trong phạm vi một tế bào, nên gọi là tín hiệu nội bào.

- Trong opêrôn lac (operone lactose): khi môi trường nuôi cấy của vi khuẩn lị (E. coli) hết đường glucô là thức ăn thường xuyên của nó, mà lại xuất hiện đường lăctô, thì đường lăctô là tín hiệu khởi động vùng gen Z-Y-A hoạt động. Trong trường hợp này, tín hiệu tế bào chính là đường lăctô, một chất hoá học gọi là chất cảm ứng (inductor);[8][9][10][11] còn phạm vi liên lạc chủ yếu là chỉ trong một tế bào nên gọi là tín hiệu nội bào (hình bên).
- Trong trường hợp giao tiếp giữa các tế bào - tức tín hiệu ngoại bào - thì tín hiệu hóa học thường là prôtêin (hoặc loại phân tử khác) được phát ra từ tế bào gửi, rồi giải phóng vào không gian ngoại bào, sau đó "trôi" đến tế bào có khả năng nhận được tín hiệu đó - gọi là tế bào đích. Ở trường hợp này, việc truyền tín hiệu được ví như thủy thủ ném chai đựng thư xuống biển để cầu cứu, trong đó tín hiệu có thể trôi nổi tự do hoặc được bao trong một cái "chai", hoặc qua nhiều tế bào trung gian (hình 1).[1] Khi tế bào đích nhận được "chai" sẽ có hoạt động tương ứng.

## Các kiểu

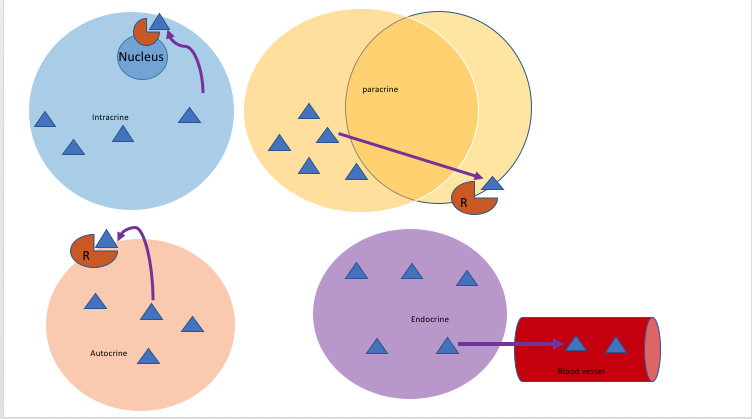
Phân biệt sơ bộ các kiểu intracrine, paracrine, endocrine và autocrine

Tín hiệu tế bào thường được phân loại thành nhóm tín hiệu vật lý và nhóm tín hiệu hóa học dựa trên bản chất tác động của loại tín hiệu. Tín hiệu vật lý có thể là dòng điện hoặc lực (cơ học) tác dụng lên tế bào. Tín hiệu hóa học thường là các phân tử sinh hóa như prôtêin, lipid, các ion, v.v. Các kiểu tín hiệu chính bao gồm:
- Tín hiệu intracrine được tạo ra bởi chính tế bào đích tác động trực tiếp đến chính nó.
- Tín hiệu autocrine được tạo ra bởi tế bào đích và tác động đến chính tế bào đích thông qua các thụ thể.
- Tín hiệu juxtacrine lấy đích là tế bào lân cận qua va chạm. Kiểu này thường được truyền dọc theo màng tế bào thông qua  protein màng hoặc lipid liên kết màng và có khả năng ảnh hưởng đến tế bào đã phát ra tín hiệu hoặc các tế bào liền kề.
- Tín hiệu paracrine báo hiệu các tế bào đích trong vùng lân cận của tế bào phát ra. Vi dụ rõ nhất về kiểu này là chất dẫn truyền thần kinh.
- Tín hiệu endocrine (nội tiết) lấy đích là các tế bào xa. Kiểu này gặp ở các tế bào nội tiết sản xuất các hoocmôn, theo đường tuần hoàn của máu và bạch huyết để đến hầu hết các bộ phận trong cơ thể.

## Thụ thể tín hiệu

Nguyên tắc hoạt động của thụ thể.

Để nhận được thông tin, tế bào nào cũng cần thụ thể. Mỗi thụ thể là phức hợp protein, có thể liên kết với một vài phần tử hoặc nhạy cảm với các tác nhân vật lý như ánh sáng, nhiệt độ, áp suất. Còn "người đưa tin" thường là phân tử tín hiệu. Khi phân tử tín hiệu kích hoạt thụ thể tương ứng với nó, một thay đổi nhanh chóng xảy ra,  nhờ một chất truyền tin thứ hai, thường gặp nhất là AMP vòng (cAMP).
Những rối loại về thụ thể (do đột biến di truyền, nhiễm độc) sẽ gây ra rối loạn tín hiệu và thường phát sinh bệnh. Ngược lại, thụ thể hoàn toàn bình thường, nhưng phân tử tín hiệu ("người đưa tin") bị thay đổi thì phản ứng truyền tin bị thay đổi.